# Odden (Sydfynske Øhav)
 For alternative betydninger, se Odden. (Se også artikler, som begynder med Odden)
Odden (udtales Otten) er en 6,7 ha. stor, 600 m. lang og 2 meter høj ubeboet holm 2 km øst for Hjortø i det Sydfynske Øhav. De centrale og højeste dele er morænedannet. Ellers er øen marint dannet på den sydlige del. Øen afgræsses af maksimalt 25 får. Der er midt på øen et vandingshul og før i tiden havde Odden maksimalt græs til 16 køer. 
Der er kolonier med havterne, sølvmåge og svartbag (ca. 15 par) og der yngler en del svømmeænder og op til 3 par spidsænder.
Af planter er der bl.a. blågrøn gåsefod, fliget vejbred, harril, kveller, sandkryb, smalbladet kællingetand, soløjealant, stilket kilebæger, strandgåsefod, strandkarse, strandkogleaks, loppeurt, strandmalurt, strandskræppe og tangurt.  
Odden ejes af landmændene fra Hjortø. Af hensyn til ynglefuglene er der ikke adgang 1.3. til 15.7. og fra september bør man undlade at genere eventuelle jægere.

## Ekstern henvisning
- www.sydforfyn.dk, arkiveret kilde